# 伞花杜若
伞花杜若（学名：Pollia subumbellata）为鸭跖草科杜若属的植物。分布在不丹、印度、锡金以及中国大陆的广西、云南等地，生长于海拔1,400米以下的地区，见于山谷林下，目前尚未由人工引种栽培。